# Ségou (roman)
Pour les articles homonymes, voir Ségou.
 (avril 2024).
Si vous disposez d'ouvrages ou d'articles de référence ou si vous connaissez des sites web de qualité traitant du thème abordé ici, merci de compléter l'article en donnant les références utiles à sa vérifiabilité et en les liant à la section « Notes et références ».
Ségou est un roman de Maryse Condé décrivant la grandeur puis le lent déclin de l'empire bambara qui s'étendait sur une grande partie de l'actuel Mali et ayant la ville de Ségou pour capitale. L'histoire se déroule sur deux siècles allant de la période esclavagiste (XVIIIe siècle) jusqu'à l'arrivée des troupes coloniales françaises (fin du XIXe).  La saga mêle personnages et événements historiques aux péripéties d’une famille de fiction, dont la lente et multiforme décomposition annonce celle de l’Afrique libre. Le roman aborde les thèmes de l'esclavage, du développement de l'Islam, des traditions du peuple polythéiste et animiste, telles que le culte des ancêtres ou les sacrifices rituels.
Composé de deux tomes, Ségou - Les Murailles de terre (1984) puis Ségou - La Terre en miettes (1985), tous deux chez Robert Laffont, cette première saga africaine a rencontré le succès public. 

## Argument et principaux personnages
Le récit raconte l'histoire de la société bambara et plus généralement de l'Afrique de l'Ouest à travers l'histoire de la famille Traoré. 
Au début du roman, le patriarche de cette famille noble est Dousika, un homme aussi riche qu'arrogant qui entretient des liens particuliers avec le mansa Monzon Diarra de Ségou. Il sera finalement disgracié à cause des intrigues de palais avant de mourir tôt.
Quatre de ses fils connaitront des parcours extraordinaires au cours de ce roman.
La suite du récit raconte les péripéties que rencontrent les descendants de ces quatre personnages entremêlés avec les évènements qui ont marqué le XVIIIe siècle africain, avec des prolongements y compris en Europe, au Brésil et aux Antilles.

### Tiekoro Traoré
L'aîné est Tiekoro dont la mère est Nya, bara muso (première épouse) de Dousika, qui se convertit à l'Islam et va étudier à Tombouctou avant d'en être chassé et d'aller poursuivre ses études à Djenné.
Il a trois enfants avec sa concubine Nadié : Ahmed Dousika, Ali Sounkalo et Awa Nya. Nadié craignant la répudiation se suicide avec sa fille Awa Nya.
Par la suite, Tiékoro ou Oumar (nom qu'il a pris après sa conversion) aura une courte dépression et fera le pèlerinage à la Mecque. Il épousera Maryem, la fille de Mohammed Bello, sultan de Empire de Sokoto avec qui il a Mohamed.
Le suicide de Nadié marque les débuts de la prédication de Tiékoro, qui sera reconnu comme un saint par tous ses pairs.
Tiékoro, entretenant des liens étroits avec El Hadj Omar sera décapité sous les ordres du Mansa Tiéfolo qui le suspectait de trahison.

### Siga Traoré
Siga est le fils de Dousika et d'une de ses esclaves.
Il a été toujours ignoré par son père et son frère Tiekoro. Seule sa belle-mère Nya lui accorde de l'attention.
Il est le premier à découvrir le secret de Tiékoro et le suivra à Tombouctou. Il travaillera à Fès comme cordonnier-tanneur avant de se marier avec Fatima, une musulmane fassie. Sa vie sera marquée par des déceptions. Il gagnera l'estime de Tiékoro qu'il a toujours aidé. Il mourra d'un éléphantiasis à un âge très avancé.

### Naba Traoré
Naba est le fils de Dousika et de Nya.
Il a pour meilleur ami son frère Tiékoro. Lorsque Tiékoro se rendra à Tombouctou, il se tourne vers son cousin Tiéfolo et devient « karamoko » c'est-à-dire chasseur.
Lors d'une chasse au lion, Naba sera capturé par des esclavagistes et sera vendu à une signare, Anne Pépin de Gorée et portera le nom de Jean-Baptiste.
Tombant amoureux d'une esclave yoruba, Ayodélé, il s'embarque avec elle pour l'esclavage mais seront séparés au Brésil. Fuyant la vie du sertao pour sa bien-aimée, Naba la retrouve dans la fazenda de Manuel da Cunha. Violée par son maitre, Ayodélé, devenue Romana, aura un fils de celui-ci, Abiola (Jorge) et 3 de Naba : Olufemi (Jesus), Kayodé (Joaquin) et  Babatundé (Eucaristus).
Trahi par Abiola, accusé d'être musulman, Naba sera décapité par un tribunal brésilien. Sa femme et ses enfants retourneront en Afrique et feront partie de la communauté Agouda et du Bénin et des Krios de Freetown.

### Malobali Traoré
Malobali est le fils de Dousika et de son esclave peule Sira. Il est né le jour où Mungo Park visite Ségou, au début du roman.
Souffrant tôt de problèmes existentiels et refusant l'autorité de Tiékoro, Malobali quitte Ségou et devient mercenaire de l'empire Ashanti. Ayant commis un viol sur une jeune fille impubère avec un de ses compagnons, il fuit la justice de ce pays et se retrouve esclave de missionnaires qui le baptisent Samuel et avec qui il se rend à Ouidah au Dahomey.
Retrouvant la femme de son frère Naba, il se marie avec elle et devient un intime de Chacha Ajinakou. Devenu un commerçant prospère, il désire retrouver sa terre natale et abandonne Romana. S'arrêtant à Abomey, il se fait passer pour un Ashanti mais pris comme espion Mahi après interrogatoire, il est enfermé en prison où il mourra.
À sa mort, Romana va accoucher de leur fils Olubunmi avant de mourir.